# Provincia di Savannakhet
La provincia di Savannakhet (in lao ແຂວງວັນນະເຂດ, Khwèeng Sàvannàkhéet) è situata nel Laos centro-meridionale ed ha per capoluogo l'omonima Savannakhet. Nel 2004, contava su una popolazione di 721 500 abitanti distribuiti su una superficie di 21774 km², per una densità di 33,14 ab./km². Prende il nome dal suo capoluogo Savannakhet, che proviene dall'antica lingua pāli e significa 'terra dell'oro'. La città è chiamata anche Kaysone Phomvihane in onore dell'eroe nazionale ed ex Presidente della Repubblica. È collegata con la vicina provincia thailandese di Mukdahan dal secondo ponte dell'amicizia thai-lao, aperto al traffico nel gennaio del 2007.

## Geografia fisica
La provincia di Savannakhet è la più estesa del paese. Confina ad est con il Vietnam, ad ovest con la Thailandia, a nord con la provincia di Khammouan e a sud con quella di Salavan. Il 60% del territorio è coperto da foreste. Il confine con la Thailandia è rappresentato dal Mekong, la cui valle è in questa zona la più ampia del Laos. Ad est il territorio si innalza verso la catena Annamita, i cui picchi più alti formano la linea di confine con il Vietnam.

## Storia
Scavi effettuati nel distretto di Xonbuly, hanno portato alla luce scheletri di dinosauri, conservati oggi nel museo dei dinosauri del capoluogo provinciale. Nella zona di Savannakhet sin dall'antichità vi sono stati stanziamenti umani, che hanno beneficiato delle acque del Mekong e dei suoi affluenti. Le coltivazioni di riso sono state facilitate dall'estensione della pianura, la più vasta del paese. Grande sviluppo hanno avuto le arti e la cultura in generale. Tra le vestigia più antiche ritrovate, vi sono i bai sema (cippi che delimitano le aree dei templi) di una quarantina di siti, che si suppone risalgano alla civilizzazione Dvaravati dei mon avvenuta tra il VI e l'VIII secolo d.C. Tali siti furono parte del regno mon di Sri Gotapura, chiamato in Laos Si Khottabong, che aveva la capitale nella zona dell'odierna Thakhek ed estese la sua influenza a sud fino alla provincia di Salavan.
La zona fu parte del regno vietnamita Champa tra il VII ed il X secolo d.C. e passò poi sotto il controllo dell'Impero Khmer fino al XIII secolo. Di quel periodo rimangono oggi i resti di Heun Hin (letteralmente: casa di pietra), una delle 'case del fuoco' fatte costruire dall'Imperatore Jayavarman VII come posto di ristoro lungo la vasta rete stradale khmer.
Dalla metà del XIV secolo, la zona di Savannakhet entrò a far parte del Regno Lan Xang. Testimonianza di quel periodo è lo stupa di That Ing Hang, il secondo più importante sito buddhista nel sud del paese dopo Vat Phou. Fu eretto nel XVI secolo sulle rovine di un preesistente tempio risalente al periodo Dvaravati, per commemorare una visita che si crede Buddha abbia fatto in questa zona. Secondo la tradizione orale laotiana, lo stupa custodisce una clavicola dello stesso Buddha.
Con lo smembramento del Regno Lan Xang nel 1707, Savannakhet entrò a far parte del Regno di Vientiane, che nel 1779 divenne una colonia del Regno di Thonburi, l'odierna Thailandia. Il Regno di Rattanakosin, che succedette a Thonburi, annetté i territori del Regno di Vientiane nel 1829. Nel 1893, la Francia costrinse il Siam a cedere i territori sulla riva sinistra del Mekong, e Savannakhet passò con il resto del paese sotto il controllo della colonia dell'Indocina Francese. Dopo tale data, la storia di Savannakhet ha seguito le vicende che hanno coinvolto tutto il riunificato Laos. Acquisì importanza come centro amministrativo e di scambi commerciali. Significativa è l'architettura coloniale edificata nel capoluogo. Durante la guerra franco-thailandese, nel 1941 la provincia fu teatro di scontri armati tra le truppe di Bangkok e quelle del governo di Vichy.
La provincia si trova ad ovest della zona demilitarizzata che divideva il Vietnam del Sud dal Vietnam del Nord e particolarmente intenso fu il passaggio delle truppe di Hanoi lungo il sentiero di Ho Chi Minh, che attraversa l'area montana provinciale. Nella zona si registrarono una serie di pesanti bombardamenti dell'aviazione americana, nel tentativo di stroncare tale traffico. Bombe inesplose durante il conflitto fanno tuttora vittime tra i membri delle tribù montane. Ve ne sono ancora molte ed il governo è impegnato da anni nell'operazione di bonifica. La presenza degli ordigni condiziona pesantemente gli abitanti delle aree affette, soprattutto per quanto riguarda la caccia e l'agricoltura.
Il posto di frontiera di Lao Bao, situato sulla strada che collega Savannakhet alla città vietnamita di Huế, è da molti anni uno dei più importanti punti di accesso al paese. Con l'apertura del secondo ponte dell'amicizia thai-lao, la provincia ha intensificato negli ultimi anni i rapporti commerciali con le vicine Thailandia e Vietnam.

## Geografia antropica

### Suddivisioni amministrative
La provincia di Savannakhet è suddivisa in quindici distretti (in lao: ເມືອງ, trasl.: mueang):
| Codice | Nome del distretto         | Nome lao         |
| ------ | -------------------------- | ---------------- |
| 13-01  | mueang Kaysone Phomvihane* | ເມືອງໄກສອນ ພົມວິຫານ |
| 13-02  | mueang Outhoumphone        | ເມືອງອຸທຸມພອນ       |
| 13-03  | mueang Atsaphangthong      | ອາດສະຟັງທອງ       |
| 13-04  | mueang Phine               | ເມືອງພີນ           |
| 13-05  | mueang Sepone              | ເມືອງເຊໂປນ        |
| 13-06  | mueang Nong                | ເມືອງນອງ          |
| 13-07  | mueang Thapangthong        | ເມືອງທ່າປາງທອງ     |
| 13-08  | mueang Songkhone           | ເມືອງສອງຄອນ       |
| 13-09  | mueang Champhone           | ເມືອງຈຳພອນ        |
| 13-10  | mueang Xonboury            | ເມືອງໄຊພູທອງ       |
| 13-11  | mueang Xayboury            | ເມືອງໄຊບູລີ         |
| 13-12  | mueang Viraboury           | ເມືອງວີລະບຸລີ        |
| 13-13  | mueang Assaphone           | ເມືອງອາດສະພອນ     |
| 13-14  | mueang Xayphouthong        | ເມືອງໄຊພູທອງ       |
| 13-15  | mueang Thaphalanxay        | ເມືອງພະລານໄຊ      |

- Il distretto mueang Kaysone Phomvihane era chiamato in precedenza mueang Khanthaboury ((LO)   ເມືອງຊົນບຸລີ)